# جون باركلي (لاعب اتحاد الرغبي)
جون باركلي (بالإنجليزية: John Barclay)‏ هو لاعب اتحاد الرغبي بريطاني، ولد في 24 سبتمبر 1986 في هونغ كونغ في الصين.

## وصلات خارجية
- جون باركلي عل موقع إسبنسكروم (الإنجليزية)
- جون باركلي على موقع ItsRugby.co.uk (الإنجليزية)